# Matteo Zaccolini
Matteo Zaccolini appelé aussi « Zacolini » et « Zocolino »
(Cesena, avril 1574 – Rome, 13 juillet 1630) était un religieux Théatin, peintre et théoricien de la peinture, actif en Italie dans les premières années du XVIIe siècle.
Il est connu pour son  traité Des couleurs, de la perspective des couleurs, de la perspective linéaire et de la description de l'ombre produite par les corps opaques, qui explique et théorise les principes de la peinture italienne de son temps. L'ouvrage a circulé en manuscrit parmi les peintres et amateurs. La peinture de Zaccolini est perdue.

## Biographie
Matteo Zaccolini est né et vit à Césène où, élève du peintre local Francesco Masini, il devient prêtre théatin en 1603.
Matteo Zaccolini a collaboré avec Baldassare Croce par  la quadratura des fresques dans l'église de Santa Susanna à Rome, où il peint les colonnes en trompe-l'œil.
En collaboration avec Giuseppe Agelio, il peint à San Silvestro al Quirinale à Rome.
Il est surtout connu pour un traité en quatre volumes, écrit entre 1618 et 1622, sur la théorie de la peinture : 
- De Colori, Prospettiva del Colore, Prospettiva lineale et Della Descrittione dell'Ombre prodotte da corpi opachi rettilinei[1].

En 1666, l'historien théatin, Giuseppe Silos, décrit Zaccolini comme « Génie de notre ordre (…) un des plus admirables hommes de son temps ». Giovanni Pietro Bellori le décrit comme un « maître de la perspective et de l'optique » ayant formé entre autres les artistes Domenichino, Circignani et Cavalier d'Arpin. Félibien en fait aussi l'éloge.

## Théorie de la perspective et des couleurs
Matteo Zaccolini était un fervent admirateur de Léonard de Vinci. Selon Cassiano dal Pozzo, premier biographe de Zaccolini, la version originale du manuscrit écrite en écriture spéculaire révèle l'influence des écrits de Léonard, sans que son traité, basé sur l'expérience du peintre et la théorie des couleurs d'Aristote, en reprenne simplement les idées.
Le Traité de la couleur, de la perspective des couleurs, et de la perspective linéaire, écrit en 1622 n'a pas été imprimé, mais il a circulé en manuscrit. Poussin l'a copié et ramené à Paris en 1640, et conservé le reste de sa vie. Selon Félibien, Poussin « n'a rien écrit sur cette matière, il s'est contenté d'avoir montré par ses propres peintures ce qu'il avait appris du Pere Zaccolini, et même des livres d'Alhazen et de Vitellion ». Ces idées sur la couleur et la distance sont celles qui dirigent la perspective aérienne. Mignard l'a connu.
Contrairement aux auteurs précédents, qui mettent l'accent sur la perspective linéaire et le dessin, Zaccolini estime que la couleur est le premier moyen des peintres pour rendre le relief.

## Œuvres
- Quadratura à fresque, église Santa Susanna, Rome, en collaboration avec Baldassare Croce.
- Décoration à fresque de l'église San Silvestro al Quirinale, Rome, en collaboration avec Giuseppe Agelio.